# رادیو بغداد
رادیو بغداد، بخش فارسی‌زبان رادیو عراق بود. از دوران عبدالکریم قاسم با توجه به نفوذ حزب کمونیست عراق در دوران قاسم، قبل از انقلاب ایران علیه حکومت پهلوی و بعد از انقلاب ایران علیه جمهوری اسلامی اقدام به پخش برنامه می‌کرد.
از همکاران قبل از انقلاب رادیو می‌توان به محمود دعایی (به نمایندگی خمینی)، محمود پناهیان و محمدتقی زهتابی اشاره کرد. از همکاران بعد از انقلاب رادیو بغداد می‌توان به علی تهرانی (شوهر خواهر علی خامنه‌ای) اشاره کرد.